# 桃紅口棘結螺
桃紅口棘結螺（学名：Habromorula ambrosia）为骨螺科結螺屬下的一个种。